# 1896 en photographie
| Années de la photographie : 1893 - 1894 - 1895 - 1896 - 1897 - 1898 - 1899    |
| Décennies de la photographie : 1860 - 1870 - 1880 - 1890 - 1900 - 1910 - 1920 |

Cet article présente les faits marquants de l'année 1896 en photographie.

## Événements
- Le physicien Wilhelm Röntgen reçoit la médaille Rumford pour sa découverte des rayons X en 1895. Deux notes de photographes français sur le sujet sont lues devant l’Académie des sciences et publiées dans le tome 122 des Comptes rendus de l’Académie des sciences[1] :
  - 10 février 1896 : Albert Londe, « Application de la méthode de Röntgen », publiée p. 311-312 ;
  - 17 février 1896 : Auguste et Louis Lumière, « Recherches photographiques sur les rayons de Röntgen », note présentée par Gabriel Lippmann, publiée p. 382.

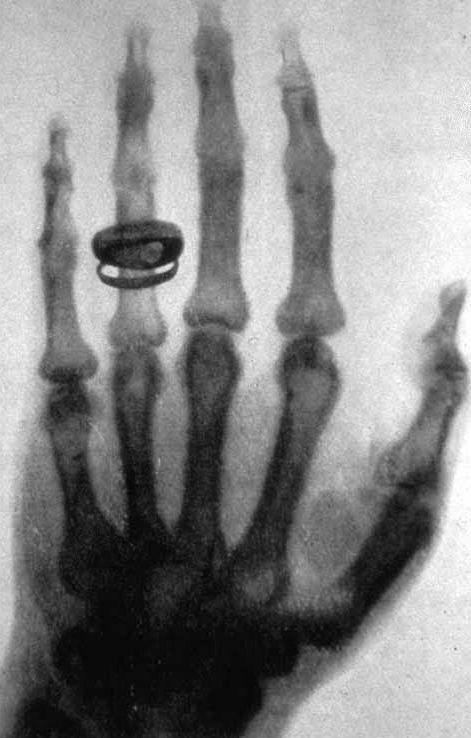
Wilhelm Röntgen, Photographie de la main gauche d'Albert von Kölliker, 23 janvier 1896.

- 21 décembre : John Watt Beattie est nommé photographe officiel du gouvernement de Tasmanie, alors colonie britannique à part entière dotée de ses propres instances.
- La photographe irlandaise Lallie Charles ouvre son premier studio photographique, The Nook, à Londres.
- Le photographe allemand Hugo Erfurth reprend l'atelier de J. S. Schröder à Dresde.
- Le photographe français Paul Sescau installe son atelier au 9 place Pigalle à Paris, dans l'immeuble qui abrite le café d'artistes La Nouvelle Athènes.
- 1er juillet : Création à Guatemala du magazine culturel bihebdomadaire La Ilustración Guatemalteca, illustré de photographies prises pour la plupart par Alberto G. Valdeavellano.

## Expositions

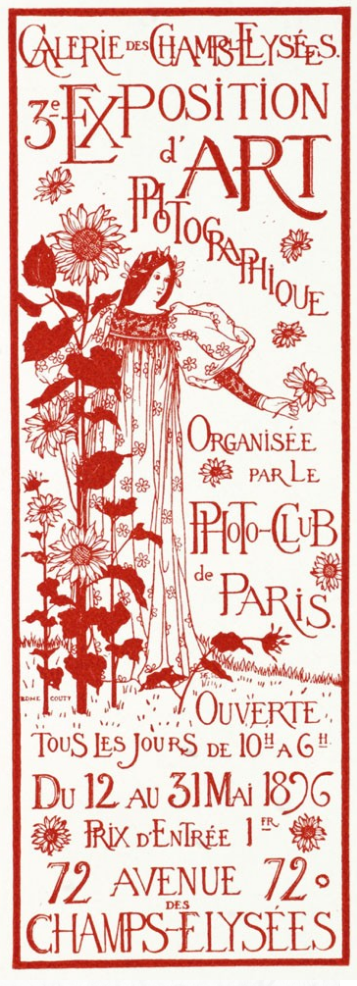
Edme Couty, Affiche de la 3e exposition du Photo-club de Paris.

- mai : 3e Exposition d’art photographique du Photo-club de Paris, organisée à la galerie des Champs-Élysées[2].

- 1er mai - 15 octobre : Frédéric Boissonnas expose ses photographies à l'Exposition nationale suisse à Genève et reçoit la médaille d'or de l'exposition.

## Livres illustrés de photographies
- La maison d'édition française Librairie Nilsson lance des collections de romans populaires à grand tirage et illustrés à l'aide de phototypes, avec le slogan « Roman inédit illustré par la photographie D’APRÈS NATURE » ; elle inaugure ainsi un genre qui allait devenir le roman-photo[3],[4].
- Pierre Loti (photogr. Jules Gervais-Courtellemont), Les trois dames de la Kasbah ; illustrations directes d'après nature, Paris, Calmann-Lévy, 109 p.[5].
- Pau Audouard, Montserrat, Barcelone, Hermenegildo Miralles, 1896, illustré de 32 photographies de l'abbaye de Montserrat ; les plaques de verre originales sont conservées à la Bibliothèque de Catalogne à Barcelone[6].

## Études, essais, articles
- Félix Martin-Sabon, Catalogue des photographies archéologiques faites dans les villes, bourgs et villages de l'Île-de-France et dans les provinces de Picardie, Normandie, Bretagne, Touraine : d'après les monuments, églises, châteaux, fermes, maisons, ruines, etc., Paris, A. Giraudon, éditeur-photographe, 138 p.
- Georges Vitoux, La photographie du mouvement. Chronophotographie, kinétoscope, cinématographe, Paris, éditions Chamuel, 1896, 31 p.

## Naissances
- 24 janvier : Gojmir Anton Kos, peintre et photographe yougoslave, mort le 22 mai 1970.
- 7 février : Antonio Calvache, photographe et cinéaste espagnol, mort le 30 janvier 1984.
- 15 septembre : Josef Sudek, photographe tchèque, mort le 17 mars 1976.
- 15 avril : Jean Roubier, photographe et collectionneur de photographie français, mort le 13 novembre 1981.
- 18 mai : Martin Munkácsi, photojournaliste et photographe de mode hongrois actif à Berlin et à New York, mort en juillet 1963.
- 19 juin : Ergy Landau, photographe française d’origine hongroise, morte le 6 juin 1967.
- 1er août : Jaromír Funke, photographe tchécoslovaque, mort le 22 mars 1945.
- 15 août : Paul Outerbridge, photographe américain, mort le 17 octobre 1958.
- 17 août : 
  - Lotte Jacobi, photographe américaine d'origine allemande, morte le 6 mai 1990.
  - Tina Modotti, photographe, actrice et militante révolutionnaire mexicaine d'origine italienne, morte le 6 janvier 1942.
- 20 octobre : Ella Bergmann-Michel, photographe et réalisatrice allemande de documentaires, morte le 8 août 1971.
- 28 octobre : Lorenz Saladin, photographe suisse, mort le 17 septembre 1936.
- Date précise inconnue :
  - Josep Sala, photographe espagnol, mort en 1962.

## Décès
- 15 janvier : Mathew Brady, photographe américain, l'un des tout premiers photographes de guerre, né le 18 mai 1822.
- 17 janvier : Élise L’Hérault dite Élise  L'Heureux, photographe canadienne active à Québéc, née le 22 janvier 1827.
- 4 avril : Henri Sauvaire, drogman, épigraphiste, numismate et photographe français, actif au Moyen Orient et en Turquie, né le 15 mars 1831.
- 8 mai : Gustave Cosson, photographe français, né le 18 décembre 1824.
- 9 mai : Adolphe-Alexandre Martin, photographe français, inventeur du ferrotype, né le 27 septembre 1824.
- 5 juin : Paul Jeuffrain, photographe français, né le 5 mars 1809.
- 1er juillet : Louis Vignes, officier de marine français, photographe qui a accompagné le duc de Luynes lors de son voyage de Beyrouth à Palmyre, né le 8 juin 1831.
- 18 juillet : Kamei Koreaki, photographe japonais, né le 22 juillet 1861.
- 29 juillet : Luigi Ricci, peintre, scénographe et photographe italien, né le 9 décembre 1823
- 31 août : Pierre-Édouard Dechamps, photographe belge, né le 2 août 1828.
- 9 novembre : Napoléon Sarony, lithographe et photographe américain, né le 5 mars 1821.
- 25 décembre : Lina Jonn, photographe suédoise, née le 8 mars 1861.

## Célébrations
Centenaire de naissance
- Andreas von Ettingshausen
- Johann Baptist Isenring
- Hugh Lee Pattinson
- Marcin Zaleski